# Games for Windows – Live
Games for Windows – Live est un service de jeu en ligne qui permet à des jeux vidéo de marque Games for Windows de se connecter au service Live de Microsoft.
Il est abandonné depuis 2013, mais le service est toujours disponible.

## Historique
Il s'agit initialement d'une plateforme d'achat et de lancement de jeux, dans le but de concurrencer des plateformes de distribution en ligne comme Steam et de proposer des services supplémentaires aux jeux Games for Windows.
Le premier jeu compatible Games for Windows – Live  est Shadowrun, lancé simultanément sur Windows Vista et sur Xbox 360 en mai 2007. C'est également le premier titre Live à offrir la possibilité de s'affronter sur le même jeu en jouant sur Xbox 360 et sur PC.
Le service est initialement payant pour les développeurs comme pour les joueurs (il fallait acheter un abonnement auprès de Microsoft afin de pouvoir bénéficier du multijoueur de tous les jeux sous la plateforme Games for Windows – Live). Il est devenu totalement gratuit pour tout le monde dès 2008.
En septembre 2011, il a été confirmé que le service Xbox Live sera présent sur Windows 8, appelé Xbox Live sur Windows.
En mars 2012, Microsoft Studios annonce l'arrivée du jeu Age of Empires Online sur la plateforme concurrente Steam. Plusieurs autres jeux Microsoft suivront, alimentant des rumeurs sur l'arrêt du service Games for Windows – Live en faveur de Xbox Live on Windows. En avril 2012, Microsoft Studios sort le jeu Iron Brigade, premier titre Microsoft disponible uniquement sur Steam.
Le  9 août 2013, Microsoft annonce la suppression d'une des limitations les plus critiquées de la plateforme Live, l'impossibilité d'être identifié simultanément sur Xbox 360 et sur Games for Windows — Live.
Le 16 août 2013, Microsoft annonce la fermeture progressive de la plateforme, à commencer par la boutique dès le 22 août 2013 en France, en parallèle avec le retrait des Points Microsoft. Plusieurs éditeurs dont les jeux fonctionnent avec Games for Windows — Live commencèrent à patcher leurs jeux pour les rendre indépendants de la plateforme.
Games for Windows Live a été spirituellement remplacé par le Microsoft Store pour Windows 10, où le Xbox Live 3.0 est disponible.
Le magasin marketplace est devenu défaillant en 2018 en dépit du fait que les achats devaient être conservés et possible de télécharger n'importe quand.
En 2020, Microsoft a retiré le lien de téléchargement du logiciel GFWL et retiré le logiciel assistant de connexion "Windows Live Sign In" de leurs serveurs. Ce qu'il signifie qu'il n'est plus possible d'installer celui-ci. 
Tous les achats de la bibliothèque numériques sont donc définitivement perdus alors que Microsoft avait promis le contraire. Après de nombreux mails de joueurs impactés au support Microsoft concernant ce problème, la seule réponse est "Microsoft n'assure plus le support de ce logiciel".

## Fonctionnement
La plateforme prenait la forme d'un logiciel à installer nommé « Game For Windows LIVE » comprenant une boutique en ligne et une section permettant le téléchargement et lancement de jeux et de contenus téléchargeables. Un compte utilisateur Xbox Live était nécessaire pour utiliser la plateforme et d’ailleurs de nombreuses fonctionnalités étaient dérivés de Xbox Live, on retrouve ainsi les Gamertag, score de joueur et la même liste d'amis sur Games for Windows — Live.
Certains jeux avec le label « Games For Windows » ne pouvaient être lancés sans la plateforme qui leur servait alors de DRM. Ces jeux avait ainsi une clé qui était liée au compte de l'utilisateur. Une interface « Games for Windows — Live » s'affichait en superposition de ces jeux au lancement de ceux-ci et lorsqu'on appuyait sur la touche « Home » du clavier. Outre le côté DRM, cette interface permettait de gérer les mises à jour des jeux, les contenus téléchargeables, de jouer en ligne et d'afficher des statistiques et des succès.
Le « Marketplace », la boutique en ligne, que ce soit dans le logiciel ou sur le site internet, fonctionnait en « Points Microsoft ». Les joueurs devaient acheter des points avec de l'argent (cent points équivalaient approximativement à un euro) pour pouvoir dépenser ensuite ces points en jeux et contenus téléchargeables.

## Réception
Games for Windows – Live n'a pas été bien accepté par le public, principalement à cause du peu de fonctions proposées par la plateforme et à cause de la lourdeur et du manque de fiabilité de l'application qui nuisait parfois au bon fonctionnement du jeu. 
Le marché Games for Windows utilisait les points Microsoft, ce qui fut fortement rejeté[réf. nécessaire]. La tentative d'avoir mis le Xbox Live Gold nécessaire pour le multijoueur a également été reproché[Par qui ?].